# Ernst Hermann Meyer

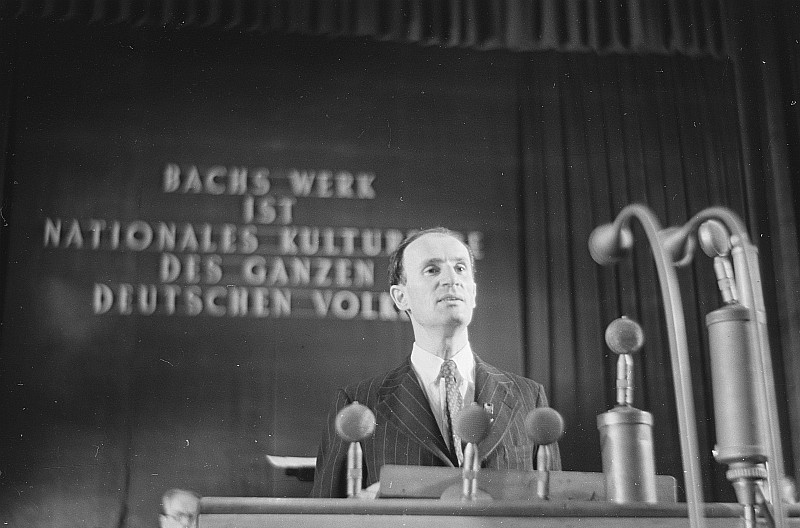
Ernst Hermann Meyer referierte auf der Bachfeier 1950 im Sinne der marxistisch-leninistischen Erbetheorie (siehe Hintergrund) über Johann Sebastian Bach – Kein Ende, ein Anfang.

Ernst Hermann Ludimar Meyer (er veröffentlichte auch unter dem Namen Ernst H. Meyer; * 8. Dezember 1905 in Schöneberg; † 8. Oktober 1988 in Berlin) war ein deutscher Komponist, Musikwissenschaftler und -soziologe sowie Mitglied des Zentralkomitees der SED. Sein Schaffen umfasst mehr als 500 Kompositionen.
Meyer gilt als einer der wichtigsten Vertreter des von der Sowjetunion geforderten Sozialistischen Realismus in der Musik in der DDR. Nach der Ansprache von DDR-Präsident Wilhelm Pieck auf der Bach-Tagung 1950 verkündete Meyer mit einer Gedenkrede die so genannte Erbetheorie. Er wurde damit in der DDR wegweisend für die Sicht auf die klassische Musik.
Meyers Werke umfassen zahlreiche Lieder, Kammermusiken, drei Sinfonien und andere Orchesterwerke, eine Oper und ein Oratorium. Er schrieb viele musikwissenschaftliche Aufsätze und ein Buch über die Kammermusik Alt-Englands. Seine musikwissenschaftlichen Arbeiten galten in der DDR als wesentliche Beiträge marxistischer Geschichtsschreibung.

## Leben

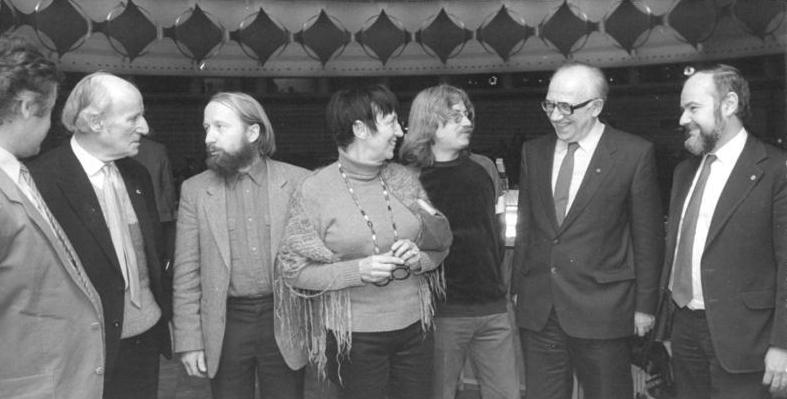
E. H. Meyer (2. v.l.) auf dem Berliner Komponisten-Kongress (1982)

Ernst Hermann Meyer wurde 1905 als Sohn eines Arztes und einer Kunstmalerin in Schöneberg geboren. Die jüdischen Eltern wurden in der Pogromnacht 1938 und im KZ Auschwitz 1942 ermordet.
Seinen ersten Klavierunterricht erhielt er im Alter von sechs Jahren, erste Kompositionsversuche unternahm er schon im Alter von elf Jahren. Der Komponist Walter Hirschberg unterrichtete ihn in Klavier und Musiktheorie. Von 1915 bis 1924 besuchte er das Prinz-Heinrich-Gymnasium in Berlin-Schöneberg. Nach dem Abitur 1924 absolvierte er eine Lehre bei einer Bank in Berlin. Von 1926 bis 1930 studierte er Musikwissenschaft bei Johannes Wolf, Erich Moritz von Hornbostel und Curt Sachs an der Friedrich-Wilhelms-Universität Berlin und bei Heinrich Besseler an der Universität Heidelberg. 1929 begegnete er Hanns Eisler, mit dem er sich anfreundete. 1930 trat er in die KPD ein. Von 1930 bis 1932 war er Mitarbeiter der Roten Fahne in Berlin. Außerdem wurde er Redakteur der Zeitschrift Kampfmusik der Kampfgemeinschaft der Arbeitersänger und Dirigent von Arbeiterchören. 1931 reiste er in die Sowjetunion. Sein Kompositionsstudium setzte er an der Hochschule für Musik Berlin-Charlottenburg fort, wo zu seinen Lehrern James Simon und Paul Hindemith gehörten. Zudem erhielt er Unterricht bei Max Butting an der Rundfunkversuchsstelle.
Um einer Verhaftung durch die nationalsozialistischen Behörden zu entgehen, nutzte Meyer 1933 seine Teilnahme an einer musikwissenschaftlichen Tagung in Cambridge in Großbritannien zur Flucht. Dort wurde er ein enger Freund von Alan Bush; er konnte Forschungen über englische Kammermusik des 17. Jahrhunderts betreiben und Vorträge für die Workers Educational Association halten. Seit 1939 hielt er außerdem Vorlesungen am Bedford College, London. Er wurde Mitglied des Freien Deutschen Kulturbunds, eines Zusammenschlusses von emigrierten Künstlern. 1945 erhielt Meyer eine Gastprofessur am King’s College, Cambridge. 1946 wurde er in der Schweiz gegen eine Tuberkulose-Erkrankung behandelt.
1948 kehrte Meyer mit seiner britischen Ehefrau Marjorie in die SBZ zurück, nachdem die britischen Behörden seine Ausreise, wie die vieler anderer kommunistischer Exilanten, verzögert hatten. Er übernahm 1949 den gerade geschaffenen Lehrstuhl für Musiksoziologie an der Berliner Humboldt-Universität und prägte ihn über Jahre maßgeblich. Neben seiner Lehr- und Forschungstätigkeit war er eine der einflussreichsten Persönlichkeiten des Musiklebens in der DDR. Meyer war Vorsitzender des Verbandes der Komponisten und Musikwissenschaftler, Vorsitzender der Händelgesellschaft und Mitbegründer der Händel-Festspiele, die noch heute in Halle stattfinden. 1951 wurde seine Tochter Marion geboren, die später mit dem Schriftsteller Hermann Kant verheiratet war und als Musikwissenschaftlerin in England wirkt.
Von außerordentlicher Bedeutung für die marxistische Sichtweise auf die Geschichte der Musik galten seine Beiträge zur marxistisch-leninistischen Erbetheorie. 1950 auf der deutschen Bachfeier in Leipzig hielt er die Gedenkrede: Johann Sebastian Bach – Kein Ende, ein Anfang. Als die Gedenkrede 1957 in der Sammlung Aufsätze über Musik erschien, hatte er sie gründlich entsprechend der nun aktuellen SED-Politik gewandelt. Der einst beschworene Geist der deutschen Einheit war getilgt und das Erbe auf die friedliebende Welt begrenzt.
Den Sozialistischen Realismus vertrat er nachdrücklich in seinem Buch Musik im Zeitgeschehen. Er wandte sich hier gegen formalistische Tendenzen.
Zu Mozart referierte er 1956 Mozart – Träumer oder Kämpfer.
Meyers Kompositionen wurden von offiziellen Stellen hohe künstlerische Meisterschaft, Parteilichkeit und Volksverbundenheit bescheinigt. Als wichtiges Zeugnis sozialistisch-realistischen Musikschaffens wurden das Mansfelder Oratorium und die Chöre aus der Kantate Des Sieges Gewißheit „Heimat wir lassen dich nicht“ und „Dank euch ihr Sowjetsoldaten“ angesehen. Er hat über 500 Lieder und Chöre geschrieben, „alle Werke zeugen vom humanistischen Engagement eines revolutionären Musikers“, wie es in einem Nachruf im Jahr des Untergangs der DDR 1989 hieß. Sein Leben und Schaffen waren geprägt durch die Theorie des Marxismus-Leninismus. „Bestimmte dogmatische Einschätzungen“ aus der Zeit des Stalinismus hat er (der stets auf der Linie der Partei war) später korrigiert.
Ernst Hermann Meyer war seit 1963 Kandidat und von 1971 bis zu seinem Tod 1988 Mitglied des Zentralkomitees der Sozialistischen Einheitspartei Deutschlands.

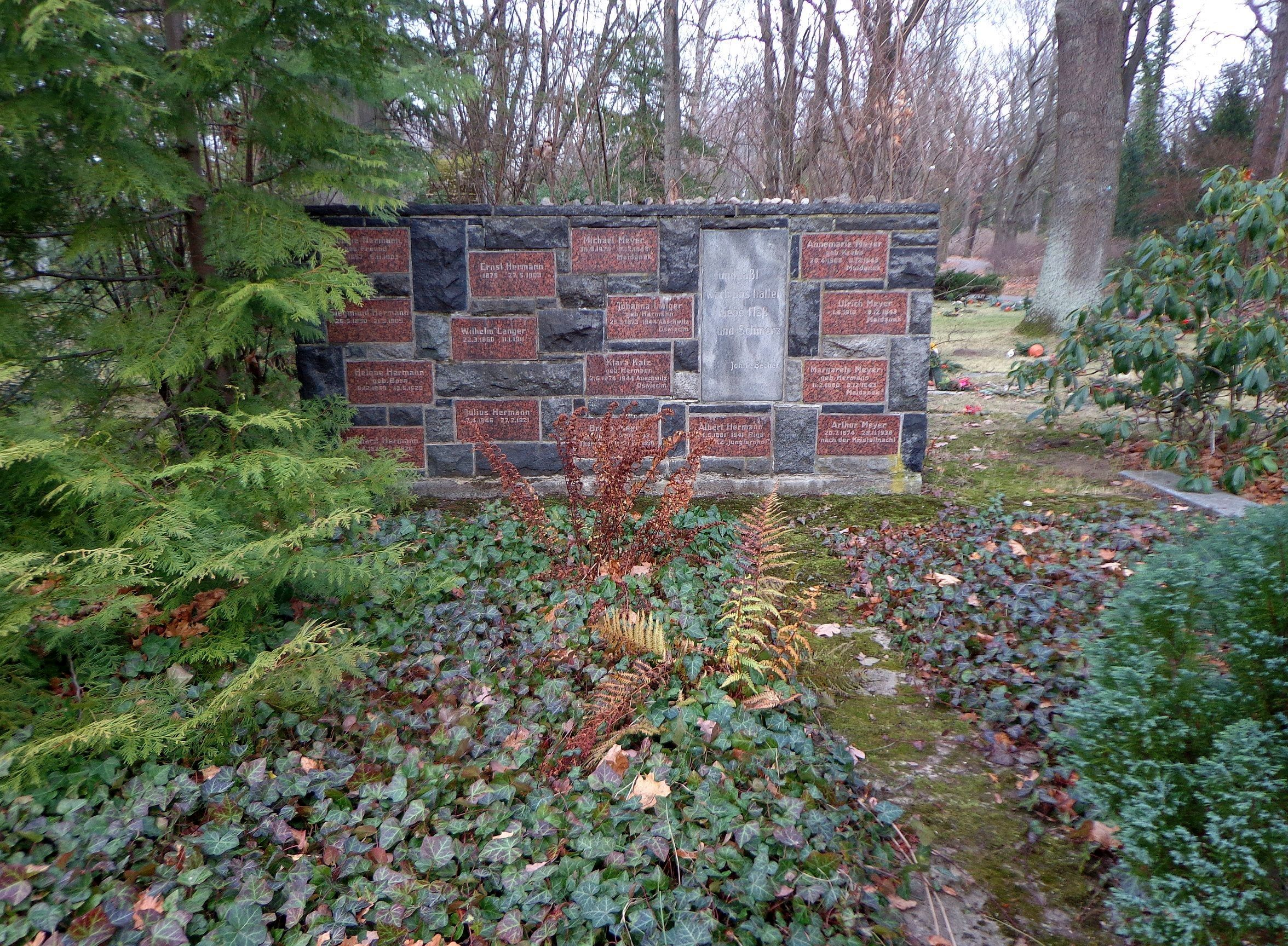
Ehrengrabanlage Meyer auf dem Friedrichsfelder Zentralfriedhof

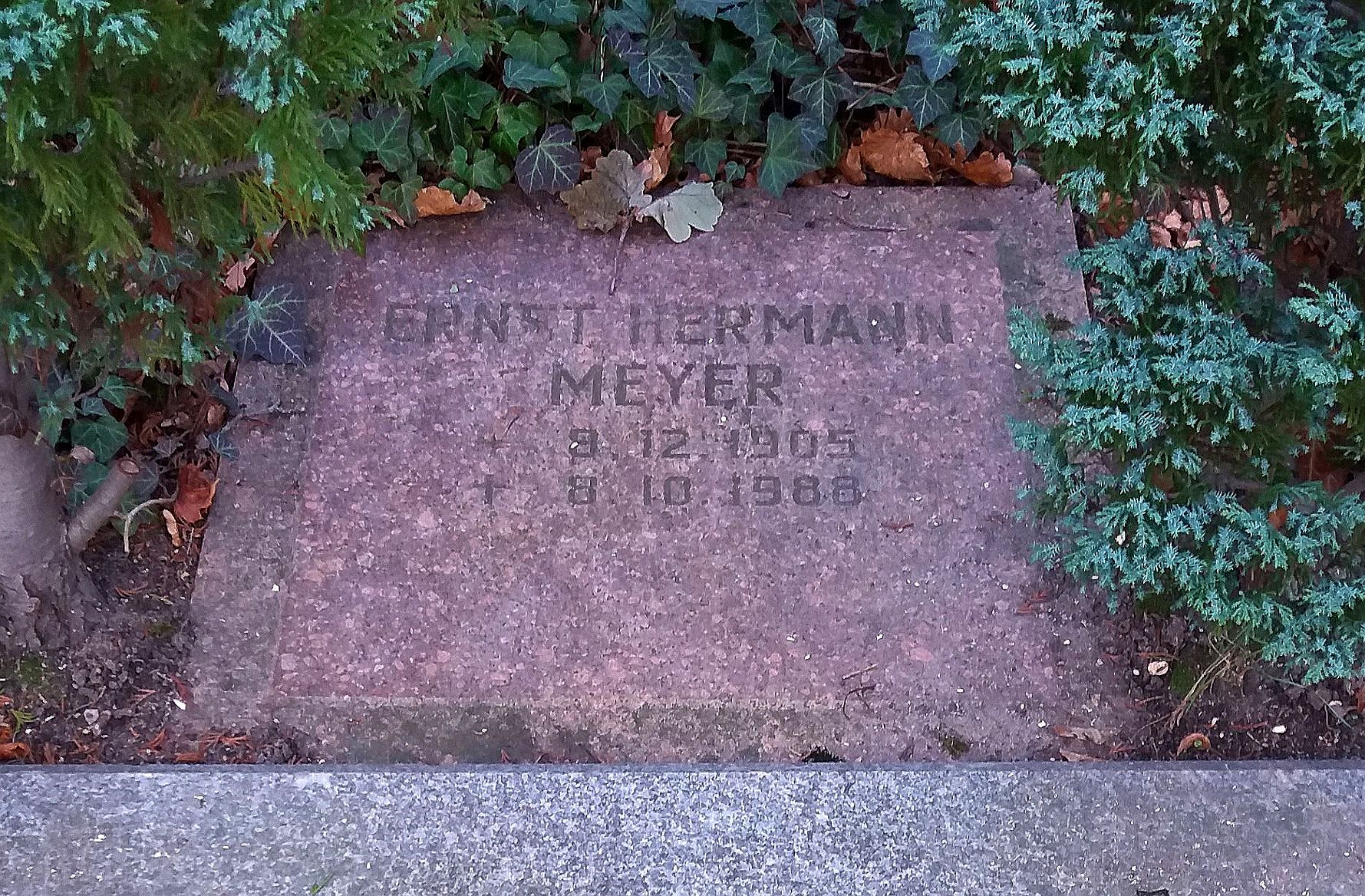
Grabplatte

1963 erhielt er den Nationalpreis I. Klasse für Kunst und Literatur mit folgender Begründung: „Für seine vokal-sinfonischen, kammermusikalischen und sinfonischen Kompositionen, die von richtungsweisender Bedeutung für das sozialistisch-realistische Musikschaffen unserer Zeit sind.“
Im Jahr 1972 veranlasste Ernst Hermann Meyer, der aus einer jüdischen Familie stammte, die Errichtung einer Gedenkstätte für acht in der nationalsozialistischen Zeit in den Konzentrationslagern Auschwitz, Jungfernhof bei Riga, Majdanek und Theresienstadt umgekommene Mitglieder der Meyer-Familie auf dem Zentralfriedhof Friedrichsfelde. Er selbst wurde dort nach seinem Tod ebenfalls beigesetzt.

## Aufgaben und Mandate
- Vor 1945: Mitglied der Emigrantenorganisation Freier Deutscher Kulturbund in England
- 1950 Gründungsmitglied der Akademie der Künste der DDR
- 1951 Gründungsmitglied des Verbandes der Komponisten und Musikwissenschaftler der DDR
- 1951 gründete er die Zeitschrift Musik und Gesellschaft
- 1952–1968 Vorsitzender des Beirates für Musikwissenschaft beim Ministerium für Hoch- und Fachschulwesen
- 1965–1969 Vizepräsident der Akademie der Künste in Berlin (Ost)
- 1965–1971 Präsident des Musikrates der DDR
- 1967–1972 Mitglied des Direktoriums der Internationalen Gesellschaft für Musikwissenschaft
- 1968–1982 Präsident des Verbandes der Komponisten und Musikwissenschaftler
- 1963–1971 Kandidat des Zentralkomitees der SED
- 1971–1988 Mitglied des Zentralkomitees der SED
- 1967–1988 Präsident der Georg-Friedrich-Händel-Gesellschaft, Halle
- 1982–1988 Ehrenpräsident des Verbandes der Komponisten und Musikwissenschaftler[9]

## Auszeichnungen
- 1952 Nationalpreis der DDR III. Klasse für Kunst und Literatur (im Kollektiv „Das Mansfelder Oratorium“)
- 1955 Vaterländischer Verdienstorden in Silber
- 1961 Artur-Becker-Medaille
- 1962 Händelpreis des Bezirkes Halle
- 1963 Nationalpreis der DDR I. Klasse für Kunst und Literatur
- 1964 Johannes-R.-Becher-Medaille in Gold
- 1964 Verdienstmedaille der DDR
- 1965 Ehrendoktorwürde der Martin-Luther-Universität Halle-Wittenberg
- 1966 Erich-Weinert-Medaille
- 1969 Banner der Arbeit
- 1971 Vaterländischer Verdienstorden in Gold
- 1975 Medaille für Kämpfer gegen den Faschismus 1933 bis 1945
- 1975 Nationalpreis der DDR I. Klasse für Kunst und Literatur
- 1980 Karl-Marx-Orden
- 1985 Ehrenspange zum Vaterländischen Verdienstorden in Gold

## Werke

### Musik
Neben über 300 Liedern und weiteren Instrumental- und Vokalwerken:
| - Quintett für Klarinette und Streichquartett (1944) - Streichersinfonie (1958, Erstfassung 1947) - Mansfelder Oratorium (1950) - Streichquartett Nr. 1 G-Dur (1956) - Das Tor von Buchenwald (Kantate, 1959) - Streichquartett Nr. 2 (1959) - Konzertante Sinfonie für Klavier und Orchester (1961) - Poem für Viola und Orchester (1961) - Konzert für Violine und Orchester (1964) - Solange Leben in mir ist (Filmmusik, 1965) - Toccata appassionata für Klavier (1966) - Sinfonie in B (1968, Erstfassung 1967 als Sinfonietta) - Streichquartett Nr. 3 (1967) - Konzert für Harfe und Kammerorchester (1968) - Leinefelder Divertimento (1969) - Concerto Grosso (1969) | - Lenin hat gesprochen (Kantate, 1970) - Toccata für Orchester (1971) - Trotz alledem! (Filmmusik, 1972) - Reiter der Nacht (Oper, 1972) 1973 in der Staatsoper Unter den Linden uraufgeführt - Streichquartett Nr. 4 (1974) - Konzert für Orchester mit obligatem Klavier (1975) - Kontraste-Konflikte, Sinfonia für Orchester (1977) - Konzert für Viola und Orchester (1978) - Streichquartett Nr. 5 (1978) - Sonate für Viola und Klavier (1979) - Sinfonietta (1980) - Streichquartett Nr. 6 (1982) - Essay für Viola solo (1983) - Sinfonische Widmung für Orchester und Orgel (1983) - Konzert für Violoncello und Orchester (1988, nur 1. Satz vollendet) |  |

### Filmmusik
- 1950: Der Auftrag Höglers
- 1976: ... als ob es gestern wär’. Walli Nagel. DEFA-Dokumentarfilm von Eduard Schreiber.

### Veröffentlichungen
Neben zahllosen Artikeln und Aufsätzen:
- Die mehrstimmige Spielmusik des 17. Jahrhunderts in Nord- und Mitteleuropa. Kassel: Bärenreiter 1934 (Heidelberger Studien zur Musikwissenschaft, Bd. 2).
- English Chamber Music: The History of a Great Art. From the Middle Ages to Purcell. London: Lawrence & Wishart 1946 (2. Auflage 1982), dt. Übersetzung: Die Kammermusik Alt-Englands. Vom Mittelalter bis zum Tode Henry Purcells. Leipzig: Breitkopf & Härtel 1958.
- Musik im Zeitgeschehen. Berlin: Verlag Bruno Henschel und Sohn 1952.
- Aufsätze über Musik. Berlin: Henschelverlag 1957.
- Lieder und Gesänge. Leipzig: Breitkopf & Härtel 1962 (1. Band), 1971 (2. Band), 1983 (3. Band).
- Musik der Renaissance – Aufklärung – Klassik, hg. von Heinz Alfred Brockhaus. Leipzig: Verlag Philipp Reclam jun. 1973 (Reclams Universal-Bibliothek, Bd. 524).
- Kontraste – Konflikte. Erinnerungen – Gespräche – Kommentare, hg. von Dietrich Brennecke und Mathias Hansen. Berlin: Verlag Neue Musik 1979.

## Filme
- 1975: Annäherung an E. H. M., DEFA-Dokumentarfilm von Eduard Schreiber.